# شن ییننگ
شن ییننگ (انگلیسی: Shen Yineng؛ زادهٔ ۱۸ ژانویهٔ ۱۹۹۵) بازیکن واترپلو اهل چین است. وی در بازی‌های المپیک تابستانی ۲۰۲۰ شرکت کرده‌است.